# Strukturierte Verkabelung

Typische maximale Datenübertragungsraten von Glasfaser-, Koaxial- und Twisted Pair-Kabeln (STP, UTP) in Abhängigkeit von der Kabellänge

Die Strukturierte Verkabelung, auch als Universelle Gebäudeverkabelung (UGV) oder Universelle Kommunikationsverkabelung (UKV) bezeichnet, ist ein Konzept für die Verkabelung mit anwendungsneutralen Kommunikationskabeln in und zwischen Gebäuden.
Die Strukturierte Verkabelung ist ein Teil der Infrastruktur der Immobilien und wird in Primär-, Sekundär- und Tertiärbereich eingeteilt. Für die Strukturierte Verkabelung gibt es von dem Europäischen Komitee für elektrotechnische Normung (CENELEC) die EN 50173 und EN 50174. International ist die ähnliche Norm ISO/IEC 11801 bedeutsam. Eine andere Norm für die Strukturierte Verkabelung ist die nordamerikanische Norm TIA-568A/B. In der Schweiz gilt die Empfehlung der Koordinationskonferenz der Bau- und Liegenschaftsorgane der öffentlichen Bauherren.

## Bereiche

Bereiche der Strukturierten Verkabelung

### Primärbereich
Der Primärbereich ist die Verkabelung der Gebäude eines Standortes untereinander und wird auch als Campusverkabelung oder Geländeverkabelung bezeichnet. Der Primärbereich umfasst das Kabel von dem Standortverteiler zu einem Gebäudeverteiler, die Gebäudeverteiler und die Kabel zwischen den Gebäudeverteilern.
In dem Primärbereich sind große Kabellängen notwendig. Deshalb ist das Glasfaserkabel wegen der kleinen Dämpfung bei einer großen Datenübertragungsrate besonders geeignet. Außerdem bietet es eine galvanische Trennung, weshalb ein Potenzialausgleich zwischen den Gebäuden nicht unbedingt notwendig ist.
Preisgünstiger, aber langsamer und störempfindlicher ist eine Verbindung mit einem Kabel mit einer verseilten Zweidrahtleitung (Twisted-Pair-Kabel) mit VDSL-Modems.
Verwendete Kabelarten: Glasfaserkabel, Twisted-Pair-Kabel.
Maximale Kabellänge:
- Glasfaserkabel: 2.000 m
- Twisted-Pair-Kabel mit VDSL-Modems: 900 m (bei 26 MB/s)

### Sekundärbereich
Der Sekundärbereich ist die vertikale Stockwerkverkabelung, also die Verkabelung der Stockwerke eines Gebäudes untereinander, und wird auch als Steigbereichverkabelung oder Gebäudeverkabelung bezeichnet. Der Sekundärbereich umfasst die Kabel von dem Gebäudeverteiler zu den Stockwerkverteilern.
Verwendete Kabelarten: Glasfaserkabel, Twisted-Pair-Kabel.
Maximale Kabellänge:
- Glasfaserkabel: 2.000 m
- Twisted-Pair-Kabel: 100 m

### Tertiärbereich
Der Tertiärbereich ist die horizontale Stockwerkverkabelung, also die Verkabelung innerhalb der Stockwerke eines Gebäudes, und wird auch als Etagenverkabelung bezeichnet. Der Tertiärbereich umfasst die Kabel von dem Stockwerkverteiler zu den Anschlussdosen.
Verwendete Kabelarten: Glasfaserkabel, Twisted-Pair-Kabel.
Maximale Kabellänge:
- Glasfaserkabel: 2.000 m
- Twisted-Pair-Kabel: 100 m (davon 90 m Installationskabel und 10 m Patchkabel vorgesehen)

## Elemente

### Verteilerschränke
Die meisten Verteilerschränke enthalten 19-Zoll-Racks, in denen passende Geräte eingebaut sind. Das sind Gebäude- und Stockwerkverteiler (oft als Patchpanels ausgeführt), können aber auch Hubs, Switches und Telefonanlagen sein.

### Patchpanels

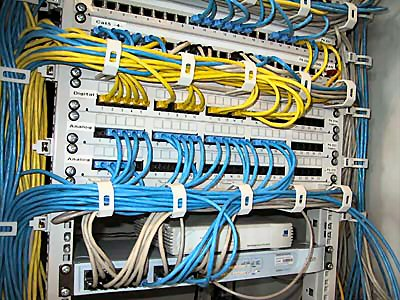
Patchpanel mit Rangierungen in einem Verteilerschrank

Patchpanels sind Rangierfelder (Verteiler), für die Patchkabel als Rangierungen verwendet werden.

### Patchkabel

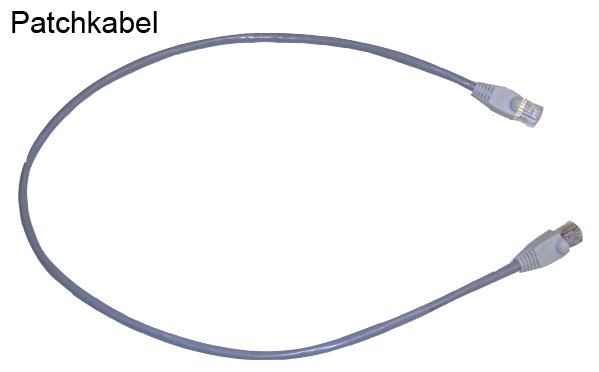
Patchkabel, Twisted Pair, RJ-45

Patchkabel werden für Patchpanels als Rangierungen sowie zum Anschluss von Endgeräten an Anschlussdosen verwendet.

### Anschlussdosen
Anschlussdosen mit Buchsen nach RJ-45, GG45 und TERA sind verwendbar.

### Kabel
Glasfaserkabel, Koaxialkabel und Twisted-Pair-Kabel sind jeweils als Primärkabel, Sekundärkabel und Tertiärkabel nutzbar.

## Verbindung zu anderen Arten der Verkabelung
In einem Gebäude sind üblicherweise mehrere Installationen parallel vorhanden: das klassische Energieverteilungsnetz, eventuelle  Kommunikations- und Fernmeldenetze (z. B. Telefon, Klingelanlage, Computer-Netzwerk) sowie Breitbandkabelnetz, z. B. für Radio und TV.
Durch Techniken wie Powerline oder DSL werden die in der Vergangenheit stark voneinander abgegrenzten Verwendungsbereiche der Teilinstallationen immer mehr zusammengeführt, sodass auch über die klassische Elektroinstallation Daten übertragen werden können, oder über eine Telefonleitung neben Telefongesprächen auch Multimediaanwendungen sowie TV und Radio in sehr guter Qualität übertragen werden können.